# نور چشمانت
نور چشمانت (انگلیسی: The Light in Your Eyes; کره‌ای: 눈이 부시게; لاتین‌نویسی اصلاح‌شده: Nun-i Busige) یک مجموعهٔ تلویزیونی کره جنوبی سال ۲۰۱۹ با بازی هان جی مین، کیم هه جا، نام جو هیوک و سون هو جون است. این مجموعه از ۱۱ فوریه تا ۱۹ مارس ۲۰۱۹، روزهای دوشنبه و سه‌شنبه ساعت ۲۱:۳۰ (کی‌اس‌تی) از جی‌تی‌بی‌سی برای ۱۲ قسمت پخش شد. این مجموعه به دلیل به تصویر کشیدن مشکلات روزمرهٔ مردم مورد تحسین منتقدان قرار گرفت.

## بازیگران

### اصلی
- کیم هه جا در نقش کیم هه جا (۷۰ سال)
- هان جی مین در نقش کیم هه جا (۲۶ سال)
- نام جو هیوک در نقش لی جون‌ها (۲۶ سال)
  - نام جو هیوک در نقش کیم سانگ هیون
- سون هو جون در نقش کیم یونگ سو (لی مین سو)

## تولید
اولین جلسهٔ فیلمنامه خوانی ۲۶ سپتامبر ۲۰۱۸ در ساختمان جی‌تی‌بی‌سی در سئول، کره جنوبی برگزار شد.